# Kniebis (Landschaftsschutzgebiet, Landkreis Freudenstadt)
Das Landschaftsschutzgebiet Kniebis liegt auf dem Gebiet der Gemeinde Bad Rippoldsau-Schapbach im Landkreis Freudenstadt in Baden-Württemberg. Es wurde am 12. Dezember 1972 vom Landratsamt Wolfach durch Verordnung ausgewiesen.

## Lage
Das Gebiet liegt westlich der Ortschaft Kniebis am vollständig bewaldeten Südwesthang des gleichnamigen Berges an der Grenze der Naturräume  Grindenschwarzwald und Enzhöhen und Nördlicher Talschwarzwald. Im Südwesten fließt die Wolf.

## Zusammenhängende Schutzgebiete
Im Norden grenzt das Landschaftsschutzgebiet an das Naturschutzgebiet Kniebis-Alexanderschanze und das FFH-Gebiet Wilder See-Hornisgrinde und Oberes Murgtal. Es liegt im Vogelschutzgebiet Nordschwarzwald und im Naturpark Schwarzwald Mitte/Nord.